# Rivière Bastien
Pour les articles homonymes, voir Bastien.
La rivière Bastien est un affluent de la rive nord du lac Faillon lequel est traversé par la rivière Mégiscane. La rivière Bastien coule dans la ville de Senneterre, dans la municipalité régionale de comté (MRC) de La Vallée-de-l'Or, dans la région administrative de l’Abitibi-Témiscamingue, au Québec, au Canada.
Le cours de la rivière traverse successivement les cantons de Martin, Valets et Faillon.
La rivière Bastien coule entièrement en territoire forestier, généralement vers le sud. La foresterie constitue la principale activité économique de ce bassin versant ; les activités récréotouristiques, en second. La route R0806 (chemin de la Pénétration) coupe d’Est en Ouest la partie inférieure du bassin versant de la rivière Bastien ; des routes secondaires et forestières desservent aussi l’ensemble de ce bassin versant. La surface de la rivière est habituellement gelée de la mi-décembre à la mi-avril.

## Géographie
La rivière Bastien prend sa source à l’embouchure d’un lac non identifié (altitude : 461 m) sur le flanc Sud d’une montagne.
L’embouchure de ce lac de tête est situé au nord-ouest de la route forestière R0808 dont le tracé vers le nord-est passe longe la rive nord de la rivière Mégiscane au nord de la confluence de la rivière Bastien avec la rivière Mégiscane, au nord-est du centre-ville de Senneterre.
Les principaux bassins versants voisins de la rivière Bastien sont :
- Côté nord : lac Valets, rivière Delestres, lac Lalochetière ;
- Côté est : lac Wilbrod, lac Faillon, rivière Mégiscane ;
- Côté sud : lac Faillon, rivière Mégiscane ;
- Côté ouest : rivière Collin (rivière Mégiscane), lac Martin.

À partir de sa source, la rivière Bastien coule sur environ 30 km selon les segments suivants :
- vers le sud jusqu'à la décharge d'un lac non identifié.
- vers le nord-est entre les montagnes, jusqu’au fond d’une baie de la rive sud-ouest du lac Bastien ;
- vers le nord-est en traversant le lac Bastien (altitude : 455 m), jusqu’à sa décharge ;
- vers le nord-est en traversant un lac non identifié (altitude : 415 m), jusqu’à sa décharge. Ce segment de rivière passe du côté sud d’une montagne dont le plus haut sommet atteint 530 m ;
- vers le nord-est, jusqu’à la décharge (venant du nord-ouest) des lacs Henri et Abel ;
- vers le nord-est, puis le sud-est en contournant une montagne dont le sommet atteint 411 m, jusqu’à la décharge (venant du nord-est) des lacs Ubald et Ducheneau ;
- vers le sud, jusqu’à sa confluence[2].

La rivière Bastien se décharge sur la rive nord du lac Faillon lequel est traversé vers le sud-ouest par la rivière Mégiscane (altitude : 355 m). À partir de cette confluence, cette dernière coule vers le sud-ouest, puis le nord-ouest, jusqu’au lac Parent lequel se déverse dans la rivière Bell, un affluent du lac Matagami. Ce dernier lac se déverse à son tour dans la rivière Nottaway, un affluent de la rive sud-est de la Baie James.
Cette confluence de la rivière Bastien avec la rivière Mégiscane se déverse au nord du chemin de fer du Canadien National et à l'est du centre-ville de Senneterre.

## Toponymie
Le toponyme « rivière Bastien » a été officialisé le 5 décembre 1968 à la Commission de toponymie du Québec.